# Gliese 526
Gliese 526 – gwiazda w gwiazdozbiorze Wolarza. Jest odległa od Słońca o 17,7 lat świetlnych.

## Charakterystyka
Gliese 526 jest gwiazdą ciągu głównego należącą do typu widmowego M2, czyli czerwonym karłem. Jest to także gwiazda rozbłyskowa. Jej jasność to ok. 3% jasności Słońca.